# Exode rural en France
L'exode rural en France est la migration, sur une longue durée et à l'échelle de la France, d'un grand nombre de ruraux vers les villes. Il a été relativement tardif en comparaison avec d'autres pays d'Europe occidentale et d'Amérique du Sud. Lié à la révolution industrielle, il débute dans la première moitié du XIXe siècle,  n'affectant que certains territoires difficiles à exploiter. L'exode rural s'accélère à partir des années 1850, prenant le pas sur la croissance naturelle de la population rurale, si bien que l'égalité entre population urbaine et population rurale est observée en 1930, équilibre qui fonde en partie ce qu'on a pu appeler la République radicale. L'exode ne concerne l'ensemble du territoire qu'après la Seconde Guerre mondiale. La population rurale entame une décroissance ininterrompue jusqu’en 1975, où le mouvement s’inverse. Le départ de la population vivant de l’agriculture a été le premier responsable de l’exode, si bien qu'en 1985, la population active agricole ne représente plus que 8,2 % de l'ensemble de la population active, la productivité agricole ayant augmenté de façon importante avec l'instauration d'une agriculture intensive. La surface agricole utile (SAU) n'en représente pas moins la majorité du territoire français, avec plus de 31 millions d'hectares en 1985, sans compter les près de 15 millions d'hectares de forêts .

## L'exode rural
Entre 1840 et 1850, la population rurale française atteint son maximum avec 27,3 millions de ruraux . Ensuite la population rurale décroît en France de manière continue. À partir de 1870 on compte 100 000 départs par an. Entre 1876 et 1881 la baisse des prix agricole et la crise du phylloxera accélère l'exode qui passe à 160 000 départ par an. Après 1880, les flux se tassent quelque peu mais le mouvement continue d'être alimenté par l'attrait des villes et leurs salaires plus élevés conjugué avec la perte d'emplois ruraux du fait de l'accroissement des rendements agricoles. 
Ainsi, la France compte 43,8 % de personnes vivant de la terre au recensement de 1906, et 31 % à celui de 1954. L'un des derniers ours des Alpes est abattu à la veille de la Première Guerre mondiale, montrant ainsi que le grignotage des terrains ruraux se poursuivait alors. En part de la population, la population urbaine ne dépasse 50 % qu'après 1931. On évalue entre 100 000 et 150 000 le nombre de départs par an entre 1936 et 1939, exode rural massif presque du même ordre que les maxima du XIXe siècle.
Le caractère réel, à l'échelle macrosociale, du dépeuplement des campagnes, recouvre en fait des décalages importants entre les régions et encore plus entre communes rurales, suivant leur richesse et les rapports sociaux de production existants. C'est ainsi qu'au niveau microsocial, dans les Alpes du Sud, la commune montagnarde d'Entraunes a atteint son maximum démographique dès 1776, les départs et les décès l'emportant alors définitivement sur les naissances et les arrivées [réf. nécessaire].
Jusqu'à la Seconde Guerre mondiale, l'exode rural concerne ainsi principalement les terroirs d'exploitation difficile, particulièrement dans le sud de la France ou les régions montagneuses, menant à une déprise agricole (par exemple en Ardèche, cf. infra, dans les Alpes-de-Haute-Provence, ou encore en Lorraine). La baisse de population peut y entraîner la disparition progressive des services et de l’artisanat. Baisse de population qui a pu aller jusqu'à son terme dans certaines communes rurales qui ont disparu faute d'habitants.
Il y a exode rural lorsque le flux d'émigration augmente au point que, ajouté à celui des décès, il l'emporte sur le total des naissances et des arrivées. Aux jeunes garçons et filles obligés de partir, s'ajoutent alors de plus en plus d'actifs adultes : ouvriers agricoles, journaliers et petits paysans. Les artisans de village, très nombreux au XIXe siècle, disparaissent également, victimes de l’industrialisation et de la diminution de la clientèle. La diminution de la population rurale résulte donc, pour l'essentiel, des gains de productivité induisant la concentration des exploitations dont le nombre diminue en même temps que progresse leur superficie moyenne. Les investissements réalisés augmentent la productivité agricole et diminuent d’autant les besoins de main-d’œuvre.
La crise agricole très grave (céréales, phylloxéra) des années 1880 a accéléré le processus. La Grande Guerre, qui fit des centaines de milliers de victimes parmi les ruraux [réf. nécessaire] , a également joué un rôle prépondérant dans l’exode rural par la rencontre des jeunes ruraux et des citadins. Les droits progressivement obtenus par les ouvriers (semaine de 40 heures, congés payés lors du Front populaire) furent également vécus comme des injustices fortes par la population rurale [réf. nécessaire], qui en était exclue.
L’exode des jeunes et des femmes conduit également au vieillissement de la population et aux problèmes de célibat, ce qui fait baisser le taux de natalité.

## Après 1945

Carte des densités par départements, faisant apparaître la « diagonale du vide » en bleu.

En France, le dernier mouvement d’exode rural a commencé après 1945. Ce dernier courant a contribué à l’exode rural des régions de l’Ouest (Vendée, Anjou, Bretagne), qui avaient réussi à conserver leurs populations, par l’effet conjugué de structures familiales très encadrées par l’Église, et d’une agriculture vivrière très autarcique. Dans certaines montagnes également, touchées plus tardivement en raison de leur isolement, l'exode rural s'accélère. Les montagnes méditerranéennes, en particulier, sont fortement touchées. La montagne corse a ainsi perdu 90 % de sa population entre 1960 et 1990, au profit de Bastia, d'Ajaccio et de Marseille notamment. L'exode rural est un bon exemple de processus cumulatif : il est plus difficile d'être le premier à quitter le village pour tenter sa chance à la ville, que de partir lorsque le mouvement est déjà engagé depuis longtemps.
Les observateurs de l'époque constatent, outre le dépeuplement des campagnes, un changement civilisationnel. C'est ce qui conduit Henri Mendras à parler de « fin des paysans » en 1967. Cela traduit la disparition de la paysannerie comme classe sociale, par départ des jeunes générations vers les villes et modernisation du métier d'agriculteur. L'homogénéisation des modes de vie durant les Trente glorieuses fait des agriculteurs une catégorie socio-professionnelle qui ne se distingue plus des autres métiers par son mode de vie. 

## La fin de l'exode rural et le retournement démographique depuis 1975
D’après l’Insee, l’exode rural s’est grosso modo terminé en France en 1975 après le remembrement de 1965. Depuis cette date, le solde migratoire campagne/ville s’est stabilisé. La population rurale n'a ainsi pas diminué entre 1975 et 1982, augmentant même légèrement, ce qui s'est accentué depuis le début des années 1990 aux alentours des grandes régions urbanisées. De 1999 à 2007, la population rurale a augmenté de 9 % quand celle des villes ne progressait de 4,6 %. L'exode rural est remplacé par un autre phénomène de grande ampleur qui s'observe dans la plupart des pays développés : la périurbanisation. Elle touche des couronnes successives de plus en plus éloignées, et même, après 1990, les espaces ruraux. 
Des citadins s’installent à la campagne, mais gardent un mode de vie urbain, un travail en ville. Ce phénomène de « rurbanisation » produit un « mitage » du paysage par un bâti parsemé, ou réparti en lotissements souvent à proximité des noyaux villageois existants. On trouve par exemple ce type d'organisation de l'espace autour de Grenoble, dans une zone distante de 30 à 40 km du centre-ville, dans le Grésivaudan, la cluse de Voreppe, les pentes des massifs de la Chartreuse, du Vercors, de Belledonne, mais aussi autour de villes plus modestes, telles qu'Aubenas ou Privas en Ardèche.
La présence des ex-citadins a fait évoluer la vie sociale, politique et économique locale. En octobre 2011, par exemple, ce sont, entre autres, ces nouveaux habitants des campagnes qui ont fait basculer le Sénat à gauche. La progression socialiste dans des départements aussi marqués historiquement à droite que le Morbihan ou le Loiret a étonné les observateurs. Grâce aux néoruraux, c'est aussi la vie commerciale des villages qui a été largement transformée. Entre 1993 et 2008, le nombre de commerces a augmenté de 1 % par an dans l'espace rural contre 0,6 % en ville. L'évolution est spectaculaire dans des secteurs comme celui des agences immobilières ou des coiffeurs. Un grand bémol, la pénurie des médecins, qui persiste.

Les habitants des villages ne représentent que 20 % de la population française, mais leur nombre est en constante augmentation depuis les années 2000. Ce phénomène devrait s'amplifier dans les quinze prochaines années. L'arrivée de citadins modifie la physionomie des villages depuis les années 2000. La population y est désormais presque aussi jeune, riche et éduquée que dans le reste du pays. Elle exerce dans les mêmes catégories socioprofessionnelles.

## Exemples d’exode rural
- Le cas du Massif central est assez emblématique, car la population décrut tôt et durablement. Le village de Saint-Germain-l'Herm a vu sa population divisée par cinq entre 1850 et 1999, passant de 2 447 habitants en 1846 à 515 en 1999, soit une baisse quasiment continue pendant 150 ans.
- L'Ardèche atteignit un pic de population sous le Second Empire, comptant 388 500 habitants selon le recensement de 1861[1]; « comme dans beaucoup d'autres régions où prévalait un système analogue, le déclin des industries en milieu rural entraîna celui de l'agriculture, et réciproquement. En un siècle, l'Ardèche perdit ainsi plus de cent quarante mille habitants, par émigration ou par dénatalité, soit plus du tiers des Ardéchois du XIXe siècle, pour ne plus compter que 245 600 personnes au recensement de 1962 » (A. Frémont, 1997[1]). La population y est remontée à 320 000 habitants en 2013, davantage concentrée autour des agglomérations et dans la vallée du Rhône.
- Exode rural dans la Somme